# Hamaili Massinissa
 (novembre 2015).
Améliorez-le ou discutez des points à vérifier. 
 (février 2024).
Si vous disposez d'ouvrages ou d'articles de référence ou si vous connaissez des sites web de qualité traitant du thème abordé ici, merci de compléter l'article en donnant les références utiles à sa vérifiabilité et en les liant à la section « Notes et références ».
 (novembre 2015).
Pour les articles homonymes, voir Massinissa (homonymie).
Hamaili Sayf Mass est un combattant de Muaythai.

## Palmarès
- Double champion d'europe Muaythai WAKO[2]
- Champion du monde Muaythai WMF
- Champion du monde K-1 WLF